# Rutherford (unité)
Pour les articles homonymes, voir Rutherford.
Le rutherford (symbole Rd) est une ancienne unité de mesure de la radioactivité. Il est défini par l’activité d’une quantité de matière radioactive dans laquelle un million de noyaux se désintègrent par seconde. Il est donc équivalent à 1 MBq. Son nom vient du physicien anglais Ernest Rutherford considéré comme le père de la physique nucléaire.